# Кузоватово
Кузоватово (на руски: Кузоватово) е селище от градски тип в Русия, административен център на Кузоватовски район, Уляновска област. Населението му към 1 януари 2018 година е 7550 души.